# Madhavarayanapalya, Koratagere
Madhavarayanapalya là một làng thuộc tehsil Koratagere, huyện Tumkur, bang Karnataka, Ấn Độ.